# Zdenko Runjić
Zdenko Runjić, hrvaški elektrotehnik in skladatelj zabavne glasbe, * 26. november 1942, † 28. oktober 2004.